# I’m Standing on a Million Lives
I’m Standing on a Million Lives ist eine im Jahr 2016 gestartete Isekai-Mangareihe von Naoki Yamakawa mit Zeichnungen von Akinari Kao, die im Bessatsu Shōnen Magazine des Verlegers Kodansha erscheint. Eine englischsprachige Übersetzung des Mangas erscheint über das Tochter-Unternehmen Kodansha USA. Manga Cult sicherte sich die Lizenz für den deutschsprachigen Markt.
Im März des Jahres 2020 wurde die Produktion einer Anime-Fernsehserie basierend auf den Manga angekündigt. Die erste Episode wurde Anfang Oktober im japanischen Fernsehen gezeigt. Crunchyroll zeigt den Anime im deutschsprachigen im Simulcast. Zwischenzeitlich kündigte der Streamingdienst an, dass der Anime eine deutsche Tonspur erhält.
Die Geschichte handelt vom Oberschüler Yotsuya Yūsuke, der nach seinem Umzug aus dem ländlichen Region nach Tokio zum Außenseiter und als drittes Mitglied einer Heldengruppe in eine computerspielähnliche Welt teleportiert wird. Dort müssen sie verschiedene Aufgaben bestehen, um wieder in ihre eigene Welt gelangen zu können.

## Handlung
Nach seinem Umzug vom Land in die Metropolregion Tokio wird der Mittelschüler Yotsuya Yūsuke zum Außenseiter. Dies zieht sich bis in seiner Zeit an der Oberschule durch. Yotsuya, der Tokio und die dort lebenden Menschen hasst, hat keinerlei Ambitionen sein Leben zu ändern. Viel lieber zieht er sich in seiner Freizeit zurück und spielt Videospiele.
Als er eines Tages von seinem Klassenlehrer ermahnt wird, seinen Fragebogen über seine berufliche Zukunft ausgefüllt abzugeben, wird er von seinen Mitschülerinnen Iu Shindō und Kusue Hakozaki beobachtet, nur um kurz nach der Moralpredigt seines Lehrers erfahren zu müssen, dass diese verschwunden sind. Kurz darauf wird Yotsuya scheinbar in eine computerähnliche Welt teleportiert, gemeinsam mit Iu und Kusue. Dort erfährt er, dass sie von einem Wesen, welches Game Master genannt wird und scheinbar aus der Zukunft kommt, in diese Welt gebracht wurden, um als Helden verschiedene Aufgaben zu lösen. Bei erfolgreicher Lösung einer Herausforderungen werden die Helden wieder in ihre ursprüngliche Welt gebracht und dürfen dem Game Master eine Frage stellen. Die Helden werden in verschiedenen Klassen eingeteilt: So ist Iu eine Windmagierin und Kusue eine Kriegerin, während Yotsuya bei der Ermittlung seiner Heldenklasse den Bauer zugeteilt bekommt. Bei Erreichen eines gewissen Levels erhält der Held vom Game Master eine neue Klasse zugewiesen.
In dieser Welt sind die Helden nahezu unsterblich: Stirbt ein Held, wird diese nach einer gewissen Zeit wiederbelebt, so lange mindestens ein Held der Gruppe überlebt. Nachdem die Gruppe ihre Herausforderung nach einem langwierigen Kampf gegen einen Troll gewinnen kann, fragt Yotsuya den Game Master was passieren wird, wenn die Helden alle Aufgaben gelöst haben. Der Game Master zeigt der Gruppe eine Vision, in der Tokio von einem riesigen Monster attackiert wird und die Helden versuchen, die Zerstörung der Stadt zu verhindern.

## Charaktere
Yotsuya Yūsuke (四谷 友助, Yūsuke Yotsuya)
Yotsuya ist Schüler der neunten Klasse an einer Oberschule in Tokio und seit seinem Umzug vom Land in die Stadt ein Außenseiter. Seine Freizeit verbringt er mit dem Spielen von Videospielen. Er hasst die Stadt Tokio und die dort lebenden Menschen. Eines Tages wird er mitsamt seinen Mitschülerinnen Iu und Kusue in eine Computerspiel-ähnliche Welt teleportiert und muss dort mehrere Herausforderungen bestehen. Im Laufe der Zeit merkt Yotsuya, dass er sich all die Jahre egoistisch verhalten hat, dennoch scheut er sich nicht innerhalb der Parallelwelt über Leichen zu gehen und NPC-Charakteren Schaden zuzufügen um sein Ziel zu erreichen. Seine Heldenklassen sind Bauer, Koch und Magier (Kreatur).
Iu Shindō (新堂 衣宇, Shindō Iu)
Iu ist eine Mitschülerin Yotsuyas und gilt als hübsch, begabt und sportlich. Als Tochter eines Bikers hatte sie es in ihrer Vergangenheit nicht leicht. Sie galt als Problemkind, weswegen sie von den Erwachsenen sehr streng behandelt wurde. Sie hatte eine ältere Freundin namens Sayuri, die sich aber eines Tages in den Tod stürzte. Sie war die erste Person, die vom Game Master in eine andere Welt transportiert wurde. Ihre Heldenklassen sind Magier (Wind) und Kriegerin.
Kusue Hakozaki (箱崎 紅末, Hakozaki Kusue)
Kusue ist ebenfalls eine Mitschülerin von Yotsuya. Sie ist ängstlich und hat einen schwachen Körper. Aufgrund dessen fühlt sie sich gegenüber anderen als „Klotz am Bein“. Sie möchte nach ihrer Zeit an der Oberschule eine Universität besuchen und einen pharmazeutischen Beruf erlernen. Kurz bevor sie als zweite Person in die fremde Welt teleportiert wurde, freundete sie sich mit Iu an. Dies war einer Aufgabe des Game Masters geschuldet. Sie hat als Heldin die Klasse der Kriegerin.
Yuka Tokitate (時舘 由香, Tokitate Yuka)
Yuka ist Schülerin einer anderen Schule von Tokio. Yotsuya erhielt vom Game Master die Aufgabe, sie anzuflirten. Er trifft sie nachts auf der Mädchentoilette ihrer Schule in dem Moment, als sich Mitschülerinnen an ihr rächen wollten. Dies ist der Grund, weshalb sie Yotsuya als Perversling hält. Sie ist die vierte Heldin der Gruppe und erhielt vom Game Master die Rolle der Magierin (Feuer) zugewiesen. Sie ist seit ihrer Kindheit ein Otaku mit der Vorliebe für Magical Girls.
Kahvel (カハベル, Kahaberu)
Kahvel ist eine Ritterin des Königreich Cortonel, die Yotsuya dabei hilft, ihre Heldenkameradinnen aus den Fängen einer Banditen-Gruppe zu befreien. Sie schließt sich der Gruppe auf ihrer Reise nach Rhadodorbo an und bringt den Helden den Umgang mit dem Langschwert bei. Sie hat eine sadistische Ader, was sich dadurch äußert, dass sie das sensationelle Gefühl liebt, wenn sie lebendiges Fleisch mit ihrem Schwert zerschneiden kann.
Game Master
Der Game Master ist eine mysteriöse Entität aus der Zukunft. Auffällig für den Game Master ist sein Aussehen: Er ist größ, hat maskuline Züge und sein Gesicht ist halbiert. Auch seine Sprache ist sonderbar. So ist beendet er jedes letzte Wort in einem Satz nicht komplett. Er weist die Klassen der Helden zu.

## Veröffentlichungen

### Manga
Mangaka Naoki Yamakawa startete die Mangareihe im Juni 2016. Der Manga erscheint im Bessatsu Shōnen Magazine des Verlegers Kōdansha. Der erste Band des Mangas erschien am 7. Oktober 2016 im Tankōbon-Format in Japan. Bisher wurden insgesamt 20 Bände auf Japanisch veröffentlicht.
Im deutschsprachigen Raum erscheint die Serie seit Mai 2021 bei Manga Cult in bisher 18 Bänden (Stand: Dezember 2024). Im englischsprachigen Raum erscheint der Manga über dem Schwesterverlag Kōdansha USA. Neun Bände wurden bis Juli 2020 bereits ins Englische übersetzt.
Die Zeichnungen stammen von Akinari Nao, der Bekanntheit für den Manga Trinity Seven erreichen konnte.
| Band | Japanisch        | Japanisch                                                                     | Deutsch          | Deutsch                 |
| Band | Veröffentlichung | ISBN                                                                          | Veröffentlichung | ISBN                    |
| ---- | ---------------- | ----------------------------------------------------------------------------- | ---------------- | ----------------------- |
| 1    | 7. Okt. 2016     | ISBN 978-4-06-395810-2.                                                       | 6. Mai 2021      | ISBN 978-3-96433-463-3. |
| 2    | 9. März 2017     | ISBN 978-4-06-395878-2.                                                       | 1. Juli 2021     | ISBN 978-3-96-433464-0  |
| 3    | 17. Sep. 2017    | ISBN 978-4-06-510184-1.                                                       | 2. Sep. 2021     | ISBN 978-3-96-433466-4  |
| 4    | 9. Jan. 2018     | ISBN 978-4-06-510547-4.                                                       | 4. Nov. 2021     | ISBN 978-3-96-433467-1  |
| 5    | 8. Juni 2018     | ISBN 978-4-06-511573-2.                                                       | 13. Jan. 2022    | ISBN 978-3-96-433468-8  |
| 6    | 9. Nov. 2018     | ISBN 978-4-06-513245-6 (Standard) ISBN 978-4-06-514107-6 (limitierte Version) | 3. März 2022     | ISBN 978-3-96-433545-6  |
| 7    | 9. Apr. 2019     | ISBN 978-4-06-514870-9.                                                       | 5. Mai 2022      | ISBN 978-3-96-433546-3  |
| 8    | 9. Sep. 2019     | ISBN 978-4-06-516443-3.                                                       | 7. Juli 2022     | ISBN 978-3-96-433547-0  |
| 9    | 9. März 2020     | ISBN 978-4-06-518513-1.                                                       | 1. Sep. 2022     | ISBN 978-3-96-433548-7  |
| 10   | 9. Sep. 2020     | ISBN 978-4-06-520592-1.                                                       | 3. Nov. 2022     | ISBN 978-3-96-433549-4  |
| 11   | 9. Dez. 2020     | ISBN 978-4-06-521677-4.                                                       | 12. Jan. 2023    | ISBN 978-3-96-433677-4  |
| 12   | 9. Juli 2021     | ISBN 978-4-06-524016-8                                                        | 6. Apr. 2023     | ISBN 978-3-96-433678-1  |
| 13   | 9. Dez. 2021     | ISBN 978-4-06-526272-6                                                        | 6. Juli 2023     | ISBN 978-3-96-433679-8  |
| 14   | 9. Mai 2022      | ISBN 978-4-06-527831-4                                                        | 5. Okt. 2023     | ISBN 978-3-96433-882-2  |
| 15   | 7. Okt. 2022     | ISBN 978-4-06-529403-1                                                        | 11. Jan. 2024    | ISBN 978-3-96433-883-9  |
| 16   | 9. März 2023     | ISBN 978-4-06-531035-9                                                        | 4. Apr. 2024     | ISBN 978-3-96433-884-6  |
| 17   | 8. Aug. 2023     | ISBN 978-4-06-532602-2                                                        | 4. Juli 2024     | ISBN 978-3-96433-885-3  |
| 18   | 9. Jan. 2024     | ISBN 978-4-06-534165-0                                                        | 9. Jan. 2025     | ISBN 978-3-7573-0411-9  |
| 19   | 7. Juni 2024     | ISBN 978-4-06-535792-7                                                        |                  |                         |
| 20   | 8. Nov. 2024     | ISBN 978-4-06-537421-4                                                        |                  |                         |

### Anime-Fernsehserie
Am 3. März 2020 wurde die Produktion einer Anime-Fernsehserie angekündigt, die im Animationsstudio Maho Film unter der Regie von Kumiko Habara realisiert wird. Das Drehbuch stammt aus der Feder von Takao Yoshioka, während Eri Kojima und Toshihide Masudate das Charakterdesign entwerfen. Die Musik, die in der Serie zu hören ist, wird von Ken Ito komponiert.
Die japanische Synchronsprecherin und J-Pop-Sängerin Kanako Takatsuki singt mit Anti world das Lied im Vorspann. Liyuu singt mit Carpe Diem das Lied im Abspann.
Die erste Episode der zwölf folgen umfassenden Anime-Fernsehserie wurde am 2. Oktober 2020 im japanischen Fernsehen gezeigt. Der US-amerikanische Streamingdienstleister Crunchyroll sicherte sich die Rechte an der Ausstrahlung der Serie außerhalb Asiens, darunter auch in Deutschland. In Südostasien erwarb Mediabank die Lizenz an der Serie und zeigt diese auf dem Ani-One-Youtube-Kanal sowie auf IQiyi.
Crunchyroll kündigte zwischenzeitlich an, dass vier Anime-Fernsehserien der Herbstsaison 2020 mit einer deutschen Tonspur ausgestattet werden, darunter auch I’m Standing on a Million Lives. Die erste Episode wurde am 13. November 2020 mit einer deutschen Tonspur auf Crunchyroll veröffentlicht.
Kurz nach der Ausstrahlung der zwölften Episode in Japan wurde angekündigt, dass der Anime eine Fortsetzung in Form einer zweiten Staffel erhält, die ab Juli 2021 gezeigt werden soll. Die virtuelle Youtuberin Kaede Higuchi singt mit dem Stück Baddest das Lied im Vorspann der zweiten Staffel, während Kanako Takatsuki mit Subversive das Abspannlied interpretiert.

#### Synchronisation
| Rolle          | Japanische Stimme (Seiyū) | Deutsche Stimme       |
| -------------- | ------------------------- | --------------------- |
| Yotsuya Yūsuke | Yūto Umehara              | Patrick Baehr         |
| Iu Shindō      | Risa Kubota               | Victoria Frenz        |
| Kusue Hakozaki | Azumi Waki                | Saskia Glück          |
| Yuka Tokitate  | Makoto Koichi             | Moira May             |
| Game Master    | verschiedene Sprecher     | verschiedene Sprecher |
| Kahvel         | Chiwa Saitō               | Laurine Betz          |